# Eskibel
Eskibel/Esquível és un poble i concejo pertanyent al municipi de Vitòria. Tenia 5 habitants en (2007). Forma part de la Zona Rural Sud-oest de Vitòria. Es troba a 660 msnm i a 7,5 km al sud de Vitòria, en una petita vall enclavada a les Muntanyes de Vitòria.
Es tracta d'un llogaret que ha explicat sempre amb una població molt escassa. A principis del segle xix tenia poc més de 22 veïns i en 1960 només 10.
El llogaret consta d'uns pocs edificis i de l'església de San Lorenzo que es troba en ruïnes. D'aquesta església es conserva una talla romànica, coneguda com a Verge d'Eskibel, que es troba exposada en el Museu Diocesà d'Art Sacre de Vitòria.
Ha estat lloc de tràfec i d'escaramusses durant la Guerra del Francès a principis del segle xix i sobretot en 1875 durant la Segona Guerra Carlina, on va ser trencat el cèrcol carlista a Vitòria.
Va pertànyer a la Germandat i al municipi d'Ariñiz fins que aquest va quedar annexionat al de Vitòria en 1928.
Destaca el Castell de Gometxa (Eskibel)